# Okres Teplice

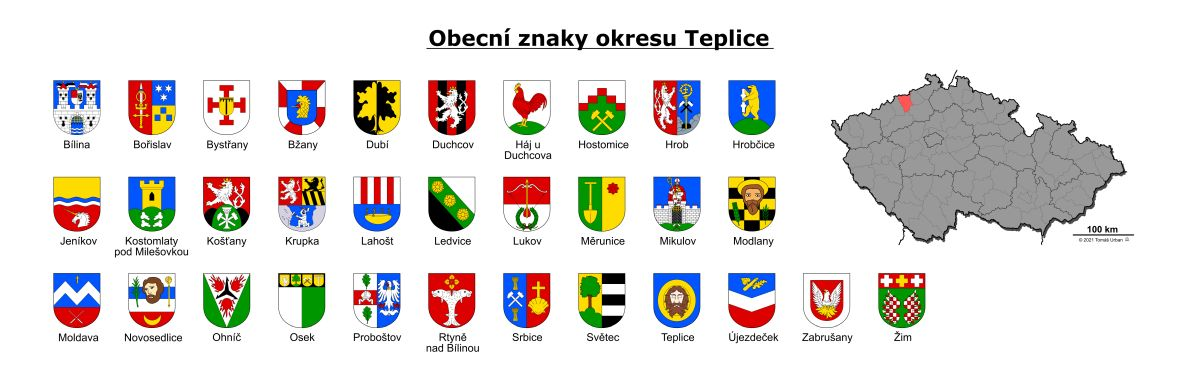
Přehled obecních znaků okresu Teplice

Okres Teplice je okresem v Ústeckém kraji. Jeho dřívějším sídlem bylo město Teplice.
Sousedí s ústeckými okresy Most na západě, Louny na jihu, Litoměřice na jihovýchodě a Ústí nad Labem na východě. Jeho severozápadním vymezením je státní hranice s Německem.

## Struktura povrchu
K 31. prosinci 2016 měl okres celkovou plochu 468,9 km², z toho:
- 34,4 % zemědělských pozemků, kterou z 51,4 % tvoří orná půda
- 65,6 % ostatní pozemky, z toho 59 % lesy

Nejvyšším bodem okresu je vrchol Pramenáč (910 m) v Krušných horách.

## Demografické údaje
Data k 30. prosinci 2016:
| Popis          | Celkem  | Ženy           | Muži           |
| -------------- | ------- | -------------- | -------------- |
| počet obyvatel | 128 476 | 64 354 50,09 % | 64 122 49,91 % |
| průměrný věk   | 31,7    | 43,2           | 40,3           |

- podíl cizinců: 6,1%
- hustota zalidnění: 274 ob./km²
- 82,9 % obyvatel žije ve městech.

### Zaměstnanost
(2016)
| Nezaměstnaných       | 6 014  |
| Míra nezaměstnanosti | 6,43 % |

(2003)
| Počet obyvatel se stálým zaměstnáním | 26 351    |
| Průměrný plat                        | 15 447 Kč |
| Nezaměstnaných                       | 12 250    |
| Míra nezaměstnanosti                 | 19,86 %   |

### Školství
(2003)
| Druh školy                     | Počet škol |
| ------------------------------ | ---------- |
| Mateřské školy                 | 52         |
| Základní školy                 | 32         |
| Gymnázia                       | 5          |
| Střední školy průmyslové školy | 9          |
| Střední odborná učiliště       | 6          |
| Vyšší odborné školy            | 2          |

### Zdravotnictví
(2016)
| Lékaři                             | 394 |
| Nemocnice                          | 3   |
| Specializovaná léčebná zařízení    | 1   |
| Praktičtí lékaři pro dospělé       | 51  |
| Praktičtí lékaři pro děti a dorost | 18  |
| Zubní lékaři                       | 52  |
| Lékárny                            | 34  |

### Zdroj
- Český statistický úřad

## Silniční doprava
Okresem prochází silnice pro motorová vozidla I/63, ve východním výběžku okresu vede dálnice D8. Dále se zde nachází silnice I. třídy I/8, I/13 a I/27 a silnice II. třídy II/253, II/254, II/256, II/257, II/258 a II/382.

## Železniční doprava
Teplickým okresem prochází významná trať Ústí nad Labem – Chomutov v jízdním řádu vedená jako trať č. 130. Dále okresem vedou tratě: Lovosice - Teplice v Čechách (č. 097), Ústí nad Labem - Bílina (č. 131), Teplice v Čechách - Litvínov (č. 134) a Most - Moldava v Krušných horách (Moldavská horská dráha; č. 135). Až do roku 2007 fungovala osobní doprava ještě na tzv. Kozí dráze vedoucí z Děčína do Oldřichova u Duchcova (naposledy označena č. 132).

## Seznam obcí a jejich částí

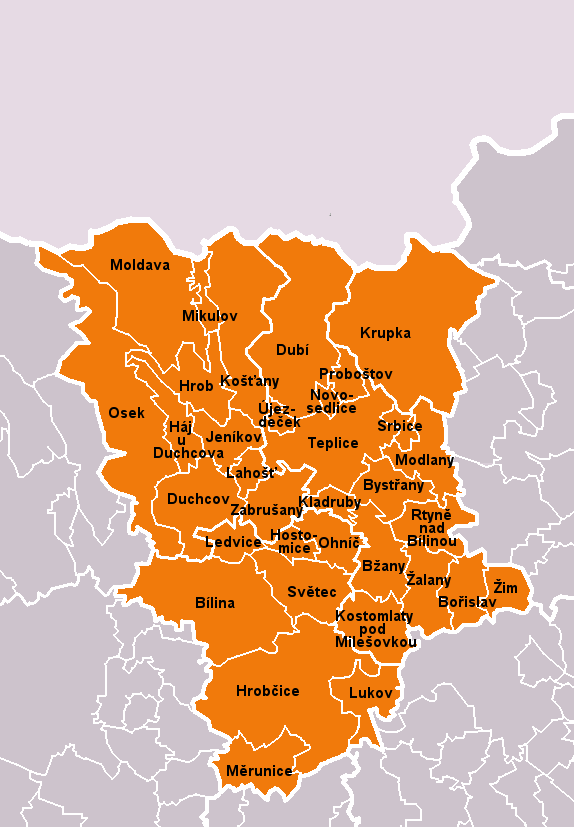
Města a obce okresu Teplice

Města jsou uvedena tučně, městyse kurzívou, části obcí malince.
Bílina (Chudeřice • Mostecké Předměstí • Pražské Předměstí • Teplické Předměstí • Újezdské Předměstí) •
Bořislav (Bílka) •
Bystřany (Nechvalice • Nové Dvory • Světice • Úpořiny) •
Bžany (Bukovice • Hradiště • Lbín • Lhenice • Lysec • Mošnov • Pytlíkov) •
Dubí (Běhánky • Bystřice • Cínovec • Drahůnky • Dubí • Mstišov • Pozorka)  •
Duchcov •
Háj u Duchcova (Domaslavice) •
Hostomice •
Hrob (Křižanov • Mlýny • Verneřice) •
Hrobčice (Červený Újezd • Chouč • Kučlín • Mirošovice • Mrzlice • Mukov • Razice • Tvrdín) •
Jeníkov (Oldřichov) •
Kladruby •
Kostomlaty pod Milešovkou (Hlince) •
Košťany (Střelná) •
Krupka (Bohosudov • Fojtovice • Horní Krupka • Maršov • Nové Modlany • Soběchleby • Unčín • Vrchoslav) •
Lahošť •
Ledvice •
Lukov (Štěpánov) •
Měrunice (Žichov) •
Mikulov •
Modlany (Drahkov • Kvítkov • Suché • Věšťany) •
Moldava (Nové Město) •
Novosedlice •
Ohníč (Dolánky • Křemýž • Němečky • Pňovičky) •
Osek (Dlouhá Louka • Hrad Osek) •
Proboštov (Přítkov) •
Rtyně nad Bílinou (Kozlíky • Malhostice • Sezemice • Velvěty • Vrahožily) •
Srbice •
Světec (Chotějovice • Štrbice • Úpoř) •
Teplice (Hudcov • Nová Ves • Prosetice • Řetenice • Sobědruhy • Trnovany)  •
Újezdeček •
Zabrušany (Straky • Štěrbina • Všechlapy • Želénky) •
Žalany (Černčice • Lelov) •
Žim (Záhoří)

## Seznam správních obvodů obcí s rozšířenou působností
Okres se skládá ze dvou správních obvodů obcí s rozšířenou působností, které jsou shodné se správními obvody obcí s pověřeným úřadem:
- Teplice
- Bílina

## Vodní toky
- Bílina
- Bouřlivec
- Bystřice
- Loučenský potok